# Salvador de Madariaga
Salvador de Madariaga y Rojo (La Coruña, 23 de julho de 1886 — Locarno, 14 de dezembro de 1978) foi um político, diplomata e escritor espanhol. Foi ministro da Instrução Pública e Belas Artes em 1934, e ministro da Justiça da Segunda República Espanhola. De pensamento liberal e europeísta, exilou-se no Reino Unido após o início da Guerra Civil Espanhola. Durante a Guerra Fria foi um ativo militante contra o comunismo soviético, bem como opositor da ditadura franquista; só regressou a Espanha depois da morte de Franco. Membro de número da Real Academia Espanhola e da Real Academia de Ciências Morais e Políticas, como escritor cultivou diversos géneros: ensaio histórico e político, crítica literária, novela, biografia e poesia, entre outros.

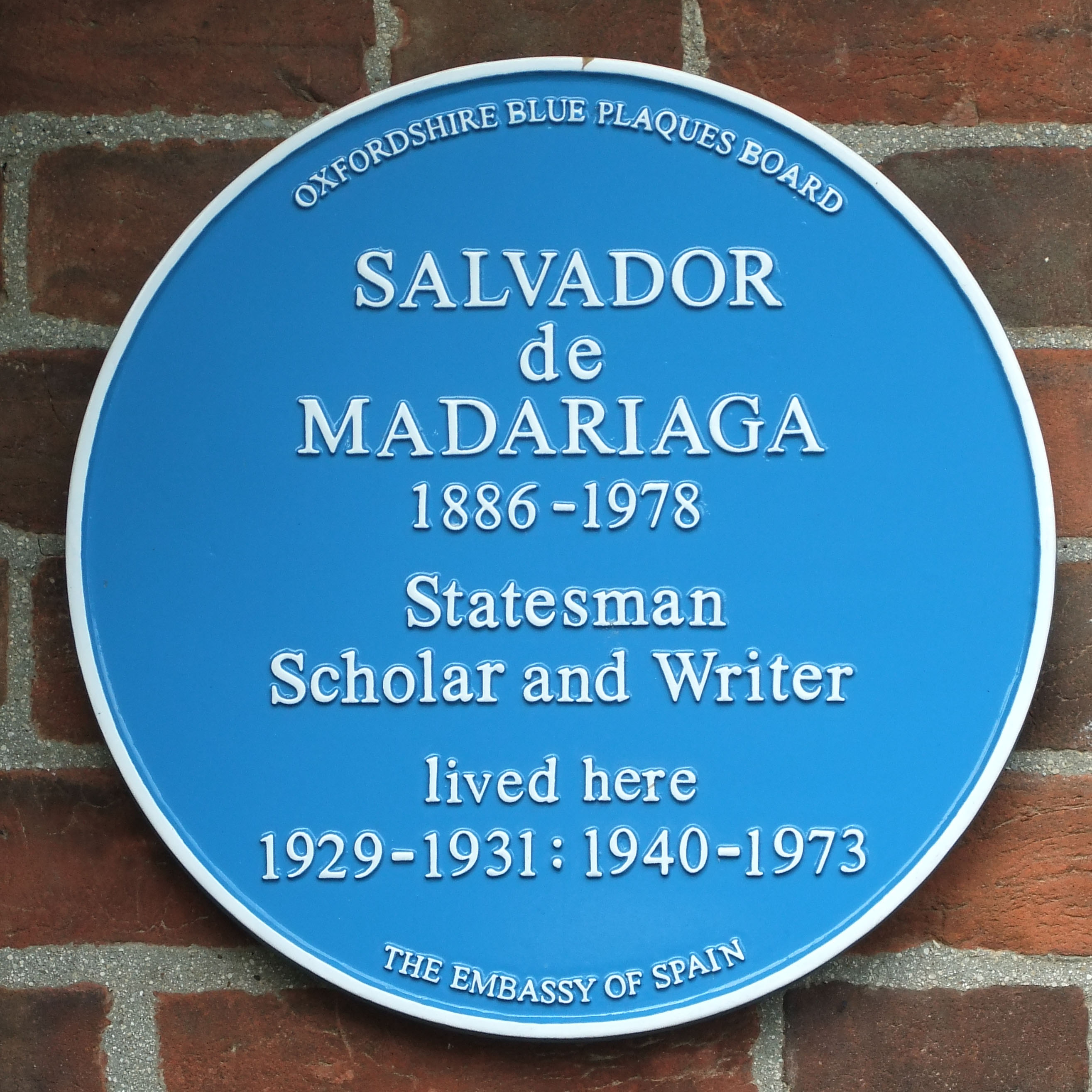
Placa de homenagem a Salvador de Madariaga em Oxford, Reino Unido.

Madariaga publicou notáveis ensaios sobre a história da Espanha e o seu papel no mundo. Escreveu livros sobre Don Quixote, Cristóvão Colombo e a história da Hispanoamérica; na sua obra empregou o idioma francês, o castelhano e o inglês. Desenvolveu um notável trabalho redigindo artigos colaborando antes do rebentamento da guerra civil em publicações como España, El Imparcial, La Publicidad, El Sol, La Pluma, Ahora ou La Vanguardia, além de trabalhar na rádio, já no exílio, no programa fixo Temas de actualidad da BBC e na Rádio Paris. Na sua vertente de historiador, Ricardo García Cárcel descreve-o como um «outsider», com as suas obras neste campo já próximas do ensaio.
Em 1928, foi professor de língua espanhola na Universidade de Oxford, cargo que ocupou três anos. Nesse período escreveu um livro sobre psicologia das nações, com o título Englishmen, Frenchmen, Spaniards.
Foi representante permanente da Espanha na Liga das Nações. Participou no Congresso Europeu de 1948 e foi presidente da Internacional Liberal (1948-1952). Foi distinguido com o Karlspreis em 1973 pelo seu contributo para a construção europeia.

## Obra

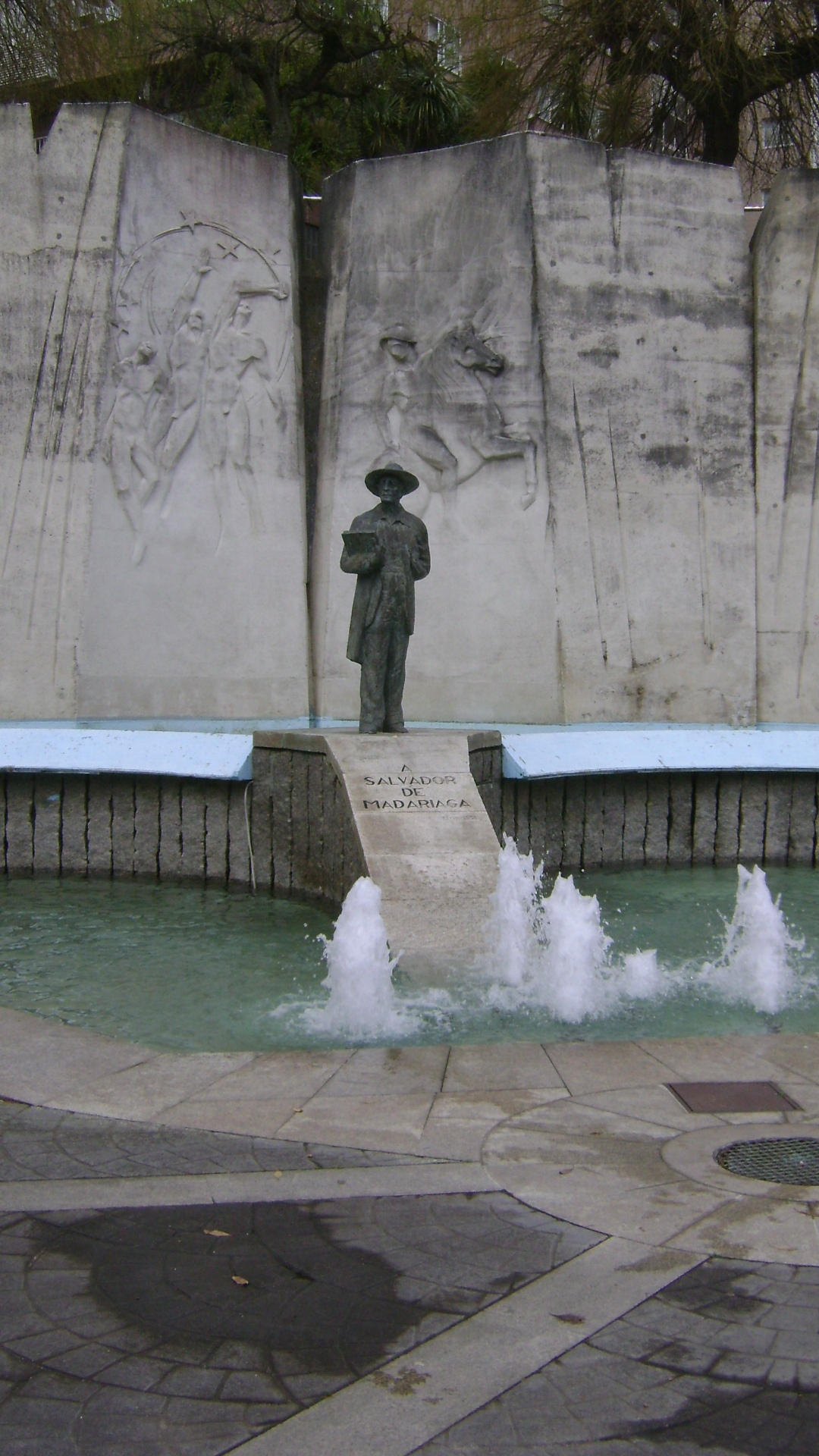
Estátua de Salvador de Madariaga na praça que leva o seu nome em A Corunha.

### Ensaios históricos
- España (1931)
- Vida del muy magnífico señor don Cristóbal Colón (1940)
- Hernán Cortés (1941)
- Cuadro histórico de las Indias (1945)
- Carlos V (1951)
- Bolívar (1951)
- El auge del Imperio Español en América (1956)
- El ocaso del Imperio Español en América (1956)
- El ciclo hispánico (1958)
- España. Ensayo de historia contemporánea (undécima edición nuevamente revisada por el autor)(1978)[10]

### Ensaios políticos
- La guerra desde Londres (1917)
- Discursos internacionales (1934)
- Anarquía o jerarquía (1935)
- Manifesto de Oxford (1947)
- ¡Ojo, vencedores! (1954)
- General, márchese Vd (1959)
- De la angustia a la libertad (1955)

### Outros ensaios
- Ensayos angloespañoles (1922)
- Semblanzas literarias contemporáneas (1923) (publicado originalmente como The Genius of Spain)
- Guía del lector del Quijote (1926)
- Ingleses, franceses, españoles (1929)
- El Hamlet de Shakespeare (1949)
- Bosquejo de Europa (1951)
- Presente y porvenir de Hispanoamérica (1953)
- Retrato de un hombre de pie (1956)
- De Galdós a Lorca (1960)
- El Quijote de Cervantes (1962)
- Memorias de un federalista (1967)

### Novelas
- La jirafa sagrada (1925)
- El enemigo de Dios (1926)
- El corazón de piedra verde (1942)
- Ramo de errores (1952)
- Los fantasmas (1952)
- Los dioses sanguinarios (1952)
- Fe sin blasfemia (1952)
- La camarada Ana (1954)
- Guerra en la sangre (1956)
- Una gota de tiempo (1958)
- El semental negro (1961)
- Sanco Panco (1963)

### Poesia
- Romances de ciego (1922)
- La fuente serena (1927)
- Elegía en la muerte de Unamuno (1937)
- Elegía en la muerte de Federico García Lorca (1938)
- Rosa de cieno y ceniza (1942)
- Romances por Beatriz (1955)
- La que huele a Tomillo (1959)
- Poppy (1965)